# Basilica del Sacro Cuore di Gesù (Grosseto)
La basilica del Sacro Cuore di Gesù è un edificio religioso situato a Grosseto. La sua ubicazione è nella zona semicentrale nord-orientale della città, lungo via della Pace. Nel giugno del 1958 papa Pio XII l'ha elevata alla dignità di basilica minore.

## Storia
La chiesa fu costruita negli anni cinquanta del XX secolo, tra il 1954 e il 1958, dall'impresa Egisti su progetto dell'ingegnere Ernesto Ganelli.
La consacrazione avvenne il 26 aprile 1958, nel quindicesimo anniversario del bombardamento aereo subito dalla città di Grosseto nel giorno del Lunedì di Pasqua. L'edificio religioso, elevato subito a basilica, fu costruito a perenne ricordo dei caduti in quel tragico evento, a cui è stata dedicata una cripta.

## Descrizione
La basilica del Sacro Cuore di Gesù si presenta come un imponente edificio religioso in stile moderno-funzionale.
La facciata, preceduta da una gradinata, è interamente rivestita in travertino e si caratterizza per il pronao a tre ordini chiusi in alto da altrettanti archi a tutto sesto, sovrastati a loro volta da quattro statue in bronzo (una per ogni pilastro), realizzate dallo scultore Tolomeo Faccendi. Nella parte superiore della facciata si aprono tre pentafore a tutto sesto, disposte l'una sopra l'altra.
Le pareti esterne delle fiancate laterali e della parte posteriore si presentano rivestite in mattoni, mentre il travertino riveste i pilastri e il coronamento sommitale.

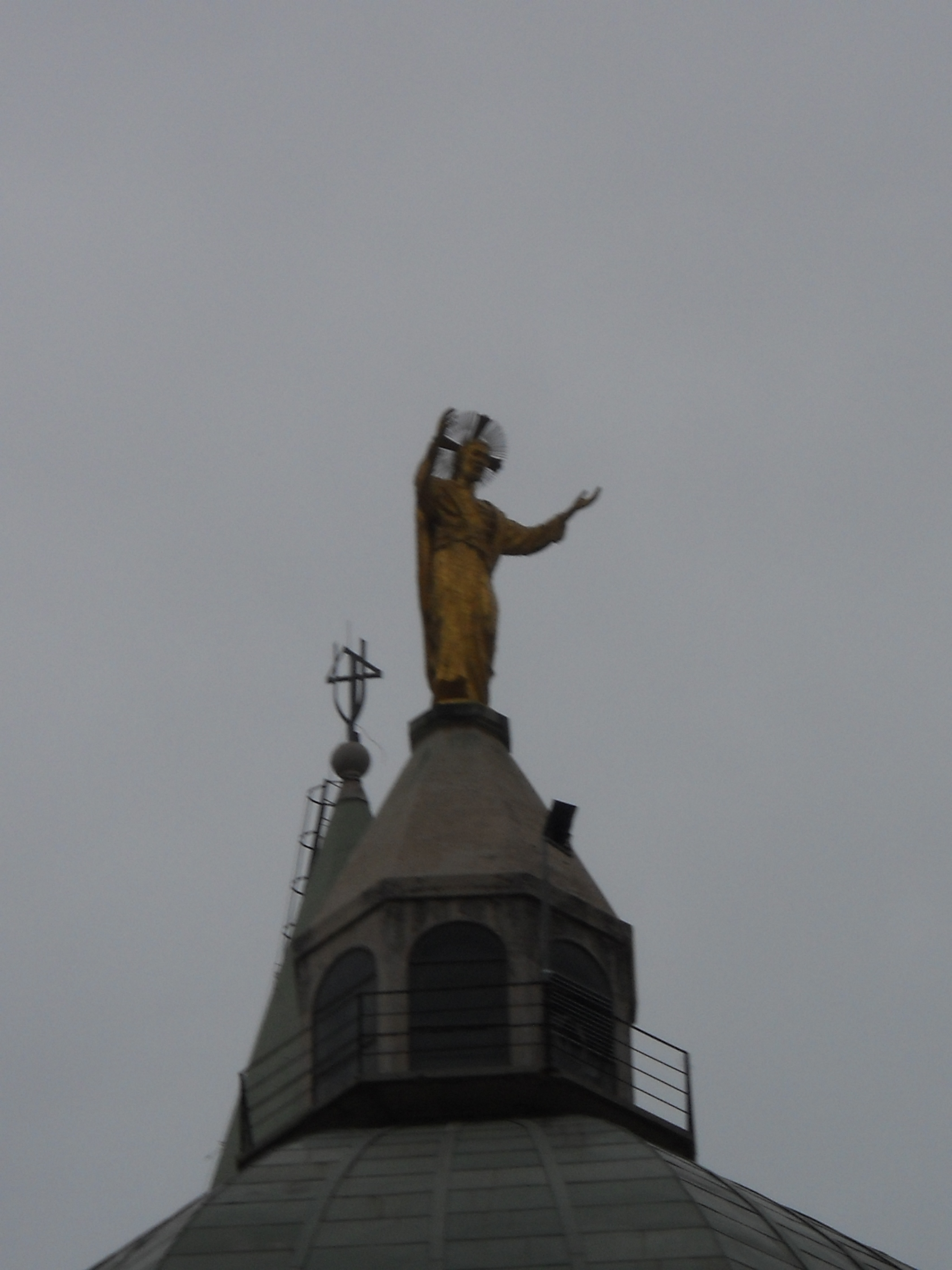
Statua dorata rappresentante Gesù sulla sommità della cupola

Sul fianco destro si eleva il campanile di forma ottagonale (altezza 75 metri), prevalentemente rivestito in mattoni che lasciano spazio, nella parte sommitale, ad un coronamento in travertino in cui si aprono otto monofore a tutto sesto (una per lato) attorno alla cella campanaria. La parte apicale della torre campanaria, a forma piramidale, è ricoperta in rame ed è ben visibile anche a distanza dall'esterno della città (punto più alto della città). Altro elemento che caratterizza l'edificio religioso è la cupola poligonale (altezza 55 metri), rivestita anch'essa in rame, presenta il ballatoio esterno ed una pregevole lanterna sovrastata da una statua dorata di Gesù a braccia aperte che simboleggia il Sacro Cuore.
L'interno si presenta a navata unica, molto ampia, con tre absidi semicircolari ed una cripta, dedicata ai caduti durante il bombardamento del 26 aprile 1943. L'elemento caratterizzante dell'interno è il marmo con cui sono stati realizzati il pavimento, gli altari e le acquasantiere.